# Cohors I Alpinorum (Pannonia, peditata)

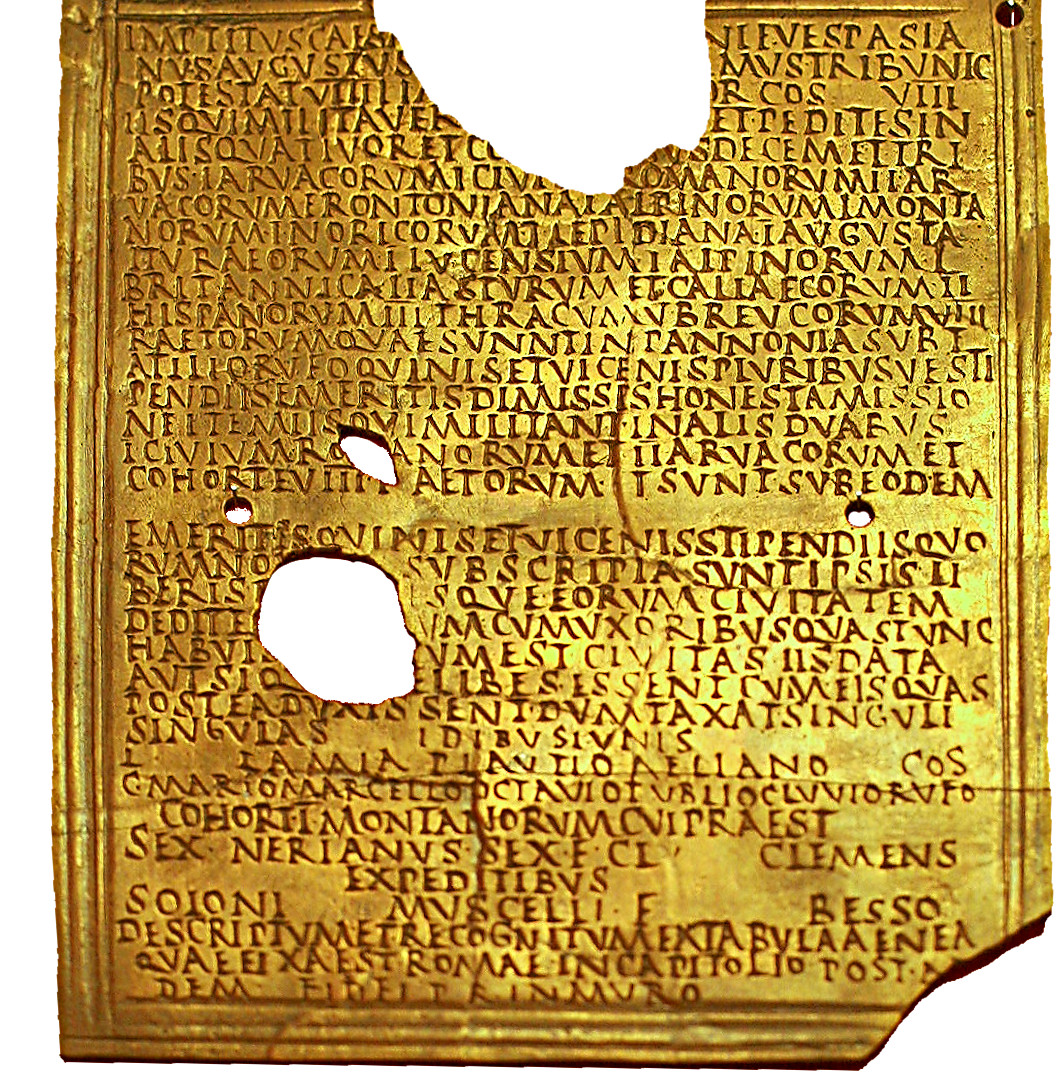
Das Militärdiplom vom 13. Juni 80 n. Chr.

Die Cohors I Alpinorum [peditata] [Antoniniana] (deutsch 1. Kohorte der Alpenbewohner [der Fußsoldaten] [die Antoninianische]) war eine römische Auxiliareinheit. Sie ist durch Militärdiplome und Inschriften belegt.

## Namensbestandteile
- Cohors: Die Kohorte war eine Infanterieeinheit der Auxiliartruppen in der römischen Armee.

- I: Die römische Zahl steht für die Ordnungszahl die erste (lateinisch prima). Daher wird der Name dieser Militäreinheit als Cohors prima .. ausgesprochen.

- Alpinorum: der Alpenbewohner. Die Soldaten der Kohorte wurden bei Aufstellung der Einheit aus Volksstämmen rekrutiert, die in den Alpen siedelten.[1][2][A 1]

- peditata oder peditum: der Fußsoldaten. Der Zusatz kommt in den Militärdiplomen von 139 bis 193 sowie in zwei Inschriften[3] vor. In einem Diplom[4] wird die Variante peditum verwendet.

- Antoniniana: die Antoninianische. Eine Ehrenbezeichnung, die sich auf Caracalla (211–217) oder auf Elagabal (218–222) bezieht. Der Zusatz kommt in einer Inschrift[5] vor.

Da es keine Hinweise auf die Namenszusätze milliaria (1000 Mann) und equitata (teilberitten) gibt und da darüber hinaus der Zusatz peditata in Militärdiplomen und in Inschriften explizit verwendet wird, ist davon auszugehen, dass es sich um eine reine Infanterie-Kohorte, eine Cohors quingenaria peditata, handelt. Die Sollstärke der Einheit lag bei 480 Mann, bestehend aus 6 Centurien mit jeweils 80 Mann.

## Geschichte
Die Kohorte war in den Provinzen Pannonia und Pannonia inferior (in dieser Reihenfolge) stationiert. Sie ist auf Militärdiplomen für die Jahre 80 bis 193 n. Chr. aufgeführt.
Der erste Nachweis in Pannonia beruht auf einem Diplom, das auf 80 datiert ist. In dem Diplom wird die Kohorte als Teil der Truppen (siehe Römische Streitkräfte in Pannonia) aufgeführt, die in der Provinz stationiert waren. Weitere Diplome, die auf 84 bis 193 datiert sind, belegen die Einheit in derselben Provinz (bzw. ab 110 in Pannonia inferior).
Eine Cohors I Alpinorum ist auch noch auf Diplomen aufgeführt, die auf 60 bis 154/161 datiert sind; um welche der Einheiten es sich dabei handelt, ist unbekannt.
Der letzte Nachweis der Kohorte beruht auf einer Inschrift, die auf 211/222 datiert wird.

## Standorte
Standorte der Kohorte in Pannonia waren möglicherweise:
- Lussonium (Dunakömlőd): eine Inschrift[10] wurde hier gefunden.
- Mursa (Osijek): eine Inschrift[11] wurde hier gefunden.

## Angehörige der Kohorte
Folgende Angehörige der Kohorte sind bekannt.

### Kommandeure
| - [] [C]astin[us], ein Präfekt (CIL 3, 10269) - All(ius) Exsuperatus, ein Präfekt (AE 2003, 1406) | - Titus Popilius Albinus, ein Präfekt |

### Sonstige
| - Cerialis, ein Centurio (CIL 5, 4951) | - Vibius Respectus, ein Soldat (CIL 3, 10371) |